# Gotalovec
 Gotalovec  (régi magyar neve: Gatalócz) falu Horvátországban Krapina-Zagorje megyében. Közigazgatásilag Budinščinához tartozik.

## Fekvése
Krapinától 27 km-re keletre, községközpontjától 4 km-re északkeletre a Horvát Zagorje területén, az Ivaneci-hegység délkeleti lejtőin fekszik.

## Története
Gatal várkastélyát a 13. században feltűnt Gatalóci Gatal család építtette valószínűleg még a 13. században. A 20. század elején elpusztult várkastély kapuja felett Kukuljevich Iván szerint az 1322-es évszám volt olvasható. Feltételezések szerint a várkastély első formájában egy középkori lakótorony volt, melyet csak később a 17. században bővítettek a lakószárnyakkal. A 15. században a család itteni levéltárát Béla várába menekítették, de ott 1481-ben egy tűzvészben megsemmisült. A kastély 1740-is a család utolsó tagjának Gatal Imrének haláláig végig a Gatal család tulajdona volt. A család legjelentősebb tagjai Gatal Mátyás veszprémi püspök és királyi kancellár, Gatal Ádám zágrábi kanonok, Gatal Miklós zágrábi kanonok és Gatal Miklós bánhelyettes voltak. Gatal Imre halála után özvegye Somogyi Ilona Bedekovich Lajoshoz ment feleségül, így a birtok is a Bedekovich családé lett. Ezután 1767-ben a Petkovich család birtoka lett, majd az Erdődy családé, akik a gatalóci birtokot a 18. század végén, vagy a 19. század elején, a novi marofi uradalmukhoz csatolták. A várkastélyt a 19. század második felében hagyták el birtokosai, 1888-ban már romokban állt. Ezután köveit fokozatosan széthordták mára nyoma sem maradt.
A falu Szent Péter tiszteletére szentelt kápolnája a 15. században épült fel az egykori várkastély közelében. Az egyházi vizitáció 1639-től említi, mint a kastélyon kívül álló kápolnát. A hagyomány úgy tartja, hogy az egykor plébániatemplom volt és Gotalovec egykor Zajezda helyett a plébánia székhelye volt. Ezt az 1708-as vizitátor is megemlíti azzal hogy az igaz lehet, mivel egykor a mai községközpont Budinščina is a gatalóci uradalomhoz tartozott. Azonban állítását semmilyen történelmi tény nem támasztja alá. A kápolnát 1755-ben tűzvész sújtotta, amely után újjá kellett építeni. Az új kápolnát 1759. augusztus 12-én szentelte fel Stjepan Putz zágrábi segédpüspök. 1880-ban a kápolnát földrengés rongálta meg, melynek következtében szinte alapjaitól újjá kellett építeni, mely munkálatok 1895-ben fejeződtek be.
A településnek 1857-ben 137, 1910-ben 249 lakosa volt. Trianonig Varasd vármegye Zlatari járásához tartozott.
2001-ben 187 lakosa volt.

## Nevezetességei
- Szent Péter tiszteletére szentelt kápolnája[2] a falutól háromszáz méterre emelkedő dombon áll. A kápolnát a Gatal család építtette 15. században az egykori várkastély közelében, eredetileg a kastély kápolnájaként. Az egyhajós gótikus kápolnát 1755 és 1759 között egy tűzvész után Gatal Borbála fia Stjepan Putz püspök barokk stílusban építtette át. A szentély négyszög alakú, alatta azonos méretű sírbolttal, melyben a Gatal család tagjai nyugszanak. A hajóhoz oldalt sekrestye és csarnok csatlakozik. A homlokzat felett emelkedik az 1708-ban épített harangtorony.  Két mellékoltára a 17. század utolsó negyedében készült, Komersteiner munkái a zágrábi székesegyházból származnak. A bal oldali oltár Mária Magdolna képe Z. Šulentić munkája, körülötte négy szent szobrával. A jobb oldali mellékoltár Szent Rókusnak van szentelve, az előbbinél sokkal szegényesebb. A hajóból a szentélybe a diadalíven át lehet belépni. A szentély a kápolna legrégibb része, a 15. században épült, az alatta levő sírbolt a 16. század első negyedéből  származik. A főoltár késő barokk stílusú, az 1758-as újjáépítéskor készült.

- A Gatal-várkastély a Szent Péter kápolna közelében állt, a 19. században pusztult el.